# جيروم كروز
جيروم كروز (بالألمانية: Jérôme Crews)‏ هو منافس ألعاب قوى ألماني، ولد في 20 فبراير 1977 في كارلسروه في ألمانيا.

## وصلات خارجية
- جيروم كروز على موقع الاتحاد الدولي لألعاب القوى (الإنجليزية)
- جيروم كروز على موقع أوليمبيديا (الإنجليزية)